# Устинов Сергій Львович
Сергій Львович Устинов (* 1955) — радянський і російський журналіст, публіцист, письменник,  сценарист, бізнесмен, девелопер. Засновник «Музею історії євреїв в Росії». Член президії Російського єврейського конгресу.

## Біографічні відомості
Син письменника Льва Устинова. 
Закінчив філологічний факультет Московського державного педагогічного інституту. 

## Фільмографія
Сценарист:
- 1990 — «Погань» (кіностудія ім. О. Довженка)
- 1990 — «Невстановлена особа» (Одеська кіностудія)
- 1992 — «Гра всерйоз» (кіностудія ім. О. Довженка, Україна)
- 2001 — «Ключі від смерті» (т/с)

## Громадянська позиція
У березні 2014 підписав звернення російських діячів культури проти окупації Криму.